# 白毛卷瓣兰
白毛卷瓣兰（学名：Bulbophyllum albociliatum）为兰科石豆兰属下的一个种，為台灣特有種。生長於中南部海拔1000至1200公尺的山區。
白毛捲瓣蘭在台灣還有杉林溪捲瓣蘭、維明豆蘭等變種。

## 扩展阅读
維基物種上的相關：白毛卷瓣兰